# Jean Chrysostome
Pour les articles homonymes, voir Saint Jean.
Ne doit pas être confondu avec Dion Chrysostome.
Jean Chrysostome (en grec ancien : Ἰωάννης ὁ Χρυσόστομος), né à Antioche (aujourd'hui Antakya en Turquie) entre 344 et 349, et mort en 407 près de Comana, a été archevêque de Constantinople. Il est considéré comme un des pères de l'Église.
C’est à la prédication qu’il consacre l’essentiel de son immense activité littéraire— elle occupe dix-huit volumes dans la Patrologie grecque —. Son éloquence brillante et énergique est à l'origine de son épithète grecque de χρυσόστομος (chrysóstomos), qui signifie littéralement « à la bouche d'or ». Sa rigueur et son zèle réformateur face aux puissants de son temps qui rivalisaient d’intrigues basses et coupables l'ont conduit à l'exil et à la mort. On lui doit l'anaphore qui constitue le cœur de la plus célébrée des Divines Liturgies dans les Églises orthodoxes.
À la fois saint, père de l'Église orthodoxe, docteur de l'Église catholique romaine et de l'Église copte, Jean Chrysostome est fêté le 13 novembre, le 27 janvier (translation de ses reliques), le 30 janvier (fête des Trois Hiérarques) dans l’Église orthodoxe, le 13 septembre dans l’Église catholique.

## Biographie
Sa famille, chrétienne, appartient à la bourgeoisie d'Antioche. Son père, Secondus, officier dans l'armée syrienne, perd la vie tandis que Jean est encore enfant. Il est alors élevé par sa mère, Anthusa. Devenu adolescent, il aurait reçu, selon certains auteurs chrétiens du Ve siècle, l'enseignement du célèbre orateur et professeur de rhétorique Libanios, mais ce n'est nullement assuré, bien qu'il ait été certainement formé à la rhétorique. Ayant assimilé tout l’essentiel de la culture grecque classique, il entre au barreau, « marchepied de tous les postes enviables. » Il témoigne avoir mené une jeunesse dissipée et avoir été « enchaîné par les appétits du monde » (Du Sacerdoce, I, 3), pour s'accuser ensuite d'avoir été gourmet, amateur d'éloquence judiciaire et de théâtre.
Vers les années 369-372, vers l’âge de 24 ans, Jean s'intéressant plus qu'à toute autre chose à l’Écriture sainte, demande le baptême, après avoir rencontré l'évêque Mélèce. Antioche étant alors un centre théologique important, Jean devient l'élève de Flavien et de Diodore de Tarse, maître incontesté de l'époque. C'est auprès de ce grand exégète qu'il devient sensible au sens littéral des textes sacrés, se méfiant quelque peu des interprétations allégorisantes de l'école théologique d'Alexandrie. Aimant particulièrement l'évangile de saint Matthieu et les épîtres de Paul, il ne cessera de les relire jusqu'à sa mort. Ces méditations éveillent en lui un goût certain pour la solitude et l'ascèse : il renonce toutefois à partir pour le désert, afin de ne pas attrister sa mère. Résolu néanmoins à devenir moine, il s'installe seul dans une petite maison, vivant en ermite aux portes de la ville. Ordonné lecteur par Mélèce, l'évêque d'Antioche, il se consacre à la théologie. Mais l'appel du désert finit par triompher : en 374, à la mort de sa mère, Jean renonce à ce monde qu'il aimait tant ; il se retire d’abord dans un couvent pendant quatre ans, puis s'aventure, non sans appréhension, dans les lieux arides du désert. Il y découvre alors que les plus « durs travaux » ne sont pas les travaux physiques, tels que « bêcher, porter du bois et de l'eau et faire toutes sortes de travaux de ce genre » (De compunctione ad Demetrium, I,6), mais de se porter et de se supporter soi-même, ainsi que le rappel incessant de ses maux et de ses faiblesses. Au bout de quelques années, en 380, il revient à Antioche en prédicateur de l’ascétisme : « J’ai souvent prié, dit-il à cette époque, pour que disparaisse le besoin de monastère, et pour qu’advienne dans les villes une telle attitude de bonté que personne n’eut jamais besoin de s’enfuir au désert. » Durant l'hiver 380-381, il est ordonné diacre par Mélèce, soit l'année du concile œcuménique de Constantinople. 
En 386, Flavien, successeur de Mélèce, lui confère le sacerdoce. Le ministère principal de Jean devient alors la prédication ainsi que la direction spirituelle. Dès l’année suivante, en 387, une émeute éclate à Antioche à la suite d’une forte levée d’impôts ; une délégation de citoyens aisés demande des allègements ou des délais, mais cette démarche pacifique se transforme dans la foule en sédition accompagnée de violences. On coupe les cordons des lampes qui éclairaient les bains, on abîme les images peintes sur bois, et on s’attaque aux statues de bronze qui représentaient l’empereur Théodose et Ælia Flacilla, son épouse défunte, ainsi que ses fils Honorius et Arcadius : c’est un véritable crime de lèse-majesté qui oblige l’évêque Flavien à partir pour Constantinople afin d’implorer la grâce de l’empereur. Jean Chrysostome reste seul à Antioche face à la population désemparée ; il prononce alors les célèbres homélies intitulées Sur les statues. Flavien à son retour est porteur d’un rescrit de pardon, mais les coupables voient leurs biens confisqués et leurs familles sont chassées de leur maison.

Jean poursuit son travail d'écriture, et rédige de nombreux traités, entre autres, À une jeune veuve, De la Persévérance dans le veuvage, Consolation à Stagire, Sur les cohabitations illicites entre moines et moniales, et sur l'éducation. Il acquiert une certaine célébrité grâce à son talent d'orateur : des fidèles prennent des notes de ses homélies. Dans son Dialogue sur le sacerdoce (IV, 3), influencé par les idées de Grégoire de Nazianze, il décrit ainsi l'idéal qui est le sien : 

« La parole, voilà l'instrument du médecin des âmes. Elle remplace tout : régime, changement d'air, remèdes. C'est elle qui cautérise ; c'est elle qui ampute. Quand elle manque, tout manque. C'est elle qui relève l'âme battue, dégonfle la colère, retranche l'inutile, comble les vides, et fait, en un mot, tout ce qui importe à la santé spirituelle. Quand il s'agit de la conduite de la vie, l'exemple est le meilleur des entraînements ; mais pour guérir l'âme du poison de l'erreur, il faut la parole, non seulement quand on a à maintenir la foi du troupeau, mais encore quand on a à combattre les ennemis du dehors. »

— Dialogue sur le sacerdoce (trad. B. H. Vandenberghe), Namur, Le livre de l'espérance, 1958, « IV, 3 », p. 9.
 Dans le même ouvrage (VI, 5), à propos du monachisme, Jean écrit que ce n'est pas la seule voie menant à la perfection. Si le moine, menant une vie recluse, éloignée des tentations, peut plus facilement atteindre son but, Jean juge plus méritante encore la voie du prêtre, qui se consacre au milieu des périls du monde au salut de son prochain : « Le moine qui mettrait ses travaux et ses sueurs en comparaison avec le sacerdoce tel qu'il doit être exercé, y verrait autant de différence qu'entre les conditions de sujet et d'empereur. »

En 397, Nectaire, archevêque de Constantinople, perd la vie. Au terme d'une bataille de succession acharnée, l'empereur Arcadius choisit Jean. Dans ses prédications, il prêche assis sur l’ambon du lecteur, au milieu du public qui se presse autour de lui. La rééducation morale de la société et du peuple s’impose à lui avec force ; il constate une déchéance générale, l’abandon muet des exigences et des idéaux, non seulement parmi les fidèles, mais aussi dans le clergé : 
« Des hommes pervers, dit Jean Chrysostome, pleins de vices et d’infamies, se sont emparés des églises avec violence, les dignités saintes sont devenues des charges vénales. » 
Il s'élève alors avec une grande force contre la corruption des mœurs et la vie licencieuse des grands, ce qui lui attire beaucoup de haines violentes. Il destitue les prêtres ou les évêques qu'il juge indignes, parmi lesquels l'évêque d'Éphèse, et ramène de force à leur couvent les moines vagabonds. Il s'attaque également aux hérétiques, aux juifs et aux païens : 
« Les juifs et les païens doivent apprendre que les chrétiens sont les sauveurs, les protecteurs, les chefs et les maîtres de la cité » (Homélies sur les statues, I, 12). 
Il tient un langage sévère à l'égard des chrétiens judaïsants qui participent aux fêtes juives et suivent les offices religieux à la synagogue, mais aussi à l’égard des juifs, en qui il voit les adversaires de l'Évangile de Jésus : il marque ainsi et pour longtemps l’opposition théologique entre le judaïsme et le christianisme.

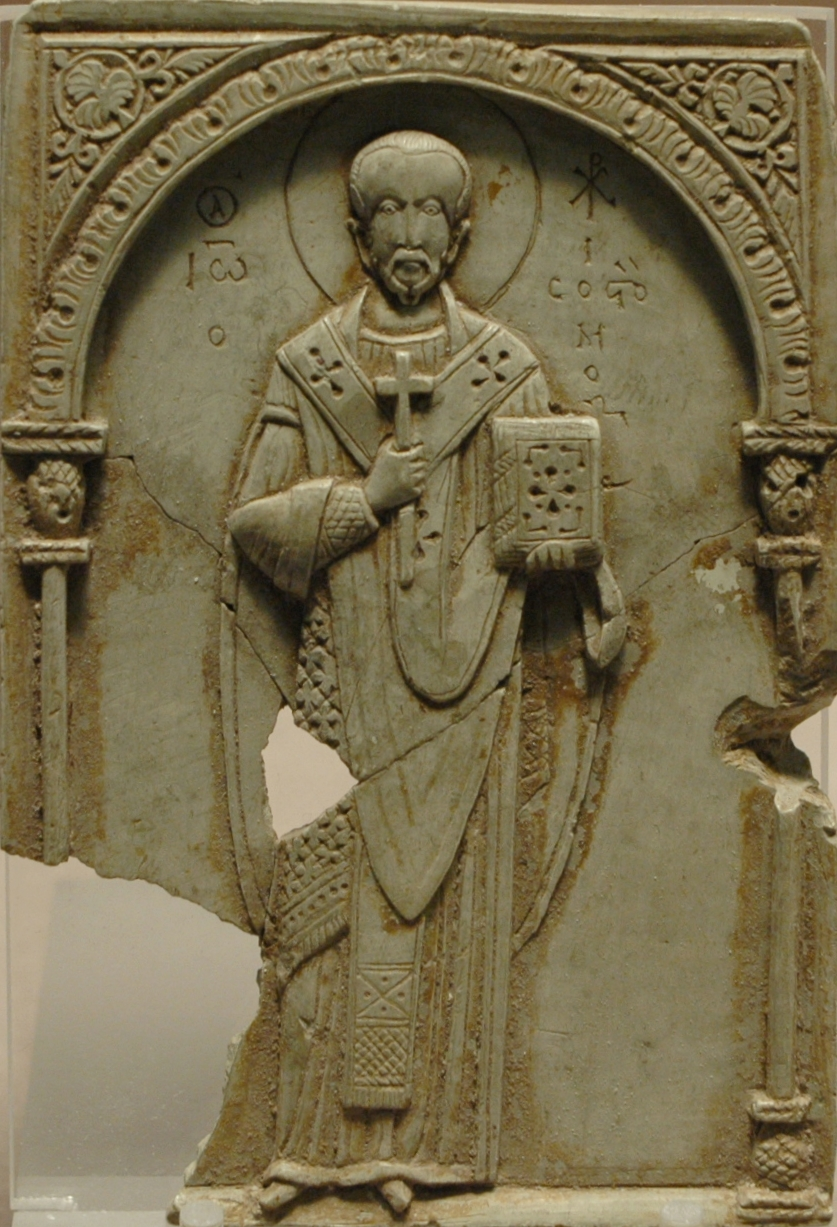
Jean Chrysostome. Icône en stéatite byzantine du XIe siècle. Musée du Louvre.

 Il impose son autorité aux diocèses d'Asie Mineure alentour. Répugnant à ses devoirs de représentation, il prend seul ses repas et impose un mode de vie frugal et austère à son entourage.
S'il jouit au départ de la faveur du couple impérial, il s'attire rapidement l'inimitié des classes supérieures et des évêques par ses critiques sévères de leur mode de vie non conforme à l'idéal évangélique. Lorsque Jean ordonne le retour des reliques de saint Phocas, l'impératrice Eudoxie, épouse d'Arcadius, se charge en personne de porter la châsse à travers la ville, ce dont Jean la remercie ensuite vivement dans une homélie. Mais de la part de l’impératrice, ce n’est là qu’une ruse hypocrite pour se concilier Chrysostome[Information douteuse]. 
En 399, l’influence de Jean parvient à sauver, dans un premier temps, l'eunuque Flavius Eutropius, chambellan et favori de l'empereur, disgracié et réfugié dans la cathédrale, et qui avait pourtant été un temps parmi ses adversaires. Mais Flavius Eutropius est décapité peu après. Cependant, l'inimitié de la cour impériale va croissant. Jean finit par blesser vivement Eudoxie en lui reprochant l'accaparement d'une somme appartenant à la veuve Callitrope et des biens d'une autre veuve : dans un sermon prononcé quelques jours auparavant, il avait comparé l'impératrice à Hérodiade et à l'infâme reine Jézabel de l'Ancien Testament.

En 402, Jean est mêlé à l'affaire de Théophile, patriarche d'Alexandrie, accusé publiquement de tyrannie et d'injustice par un groupe de moines égyptiens, accusés d'être disciples d'Origène. Ces derniers font appel à Jean, qui tente de se récuser, mais doit finalement accepter de présider un synode, convoqué par l'empereur, devant lequel Théophile est censé se présenter. Théophile engage alors la lutte contre son juge, en rassemblant tous les mécontents. Parmi les adversaires de Jean figurent Acace de Béroé, Sévérien de Gabala, et Antiochus de Ptolémaïs. Arrivant finalement à Constantinople en juin 403, Théophile est accompagné de vingt-neuf évêques égyptiens. L'affaire se retourne alors contre Jean : il est convoqué par ces évêques pour répondre des accusations formulées contre lui au concile du Chêne, près de Chalcédoine. Jean est alors déposé et condamné, condamnation ratifiée par l'empereur Flavius Arcadius. Dans une homélie, il exprime sa confiance dans le juge suprême, le Christ : 

« Nombreuses sont les vagues, et puissant est le flot ; mais nous ne craignons pas d’être submergés car nous sommes sur le roc. Que la mer fasse rage, ce roc ne saurait être ébranlé. Que les vagues s’amoncellent, le navire de Jésus ne peut sombrer. Et qu’ai-je à craindre, dites-moi ? La mort ? Mais je dis avec l’apôtre : Le Christ est ma vie et mourir m’est un gain. L’exil ? La Terre est au Seigneur avec tout ce qu’elle contient. La perte des biens terrestres ? Je n’ai rien apporté en ce monde et n’en dois rien emporter. »

— Jean Chrysostome, Homélie avant l’exil.
Il est aussitôt rappelé à la demande de l'impératrice qui, à la suite d'un mystérieux accident — une fausse couche de l'impératrice — y voit un avertissement du Ciel. Cependant, les accusations reprennent contre lui. Quand la tension avec la cour est à son comble, Jean se montre peu diplomate, commençant un sermon par une allusion à Hérodiade réclamant la tête de Jean le Baptiste : « De nouveau Hérodiade est en démence. De nouveau elle danse. De nouveau elle réclame la tête de Jean sur un plat. » La veille de Pâques, alors que Jean dans le baptistère s’apprête à baptiser les catéchumènes, les soldats font évacuer l’église à coups d’épée, le sang coule, et Jean est traîné brutalement, sur ordre de l’empereur, dans ses appartements. Finalement, il est une deuxième fois condamné et exilé à Cucusus, en Arménie, au milieu d’une population primitive et de brigands, et dans les rigueurs d’un climat malsain. Il est remplacé au siège patriarcal le 26 juin 404 par un vieillard, Arsace, auquel succède très vite Atticus, un ennemi de Jean. N’ayant plus rien à espérer des évêques qui se font les instruments dociles de la vengeance d’Eudoxie et de Théophile, il implore la protection du pape Innocent Ier qui condamne et casse ces nominations. En butte à d’autres accusations calomnieuses, après l’incendie de l'église Sainte-Sophie et de la curie, Jean reçoit le soutien de plusieurs de ses partisans qui plaident son innocence auprès du pape. 

Peu de temps après, Jean doit se réfugier au château d'Arabisse pour fuir une incursion des Isauriens. L'Église romaine reste jusqu’au bout fidèle au patriarche Jean. Le pape Innocent Ier lui écrit dans son exil pour le consoler. Il condamne le concile du Chêne qui l'avait déposé et reconnaît Jean comme seul patriarche légitime de Constantinople. De là, Jean Chrysostome exprime au pape sa profonde reconnaissance pour les efforts accomplis pour lui rendre son titre légitime d’évêque de Constantinople : 
« Chaque jour, par les yeux de la charité, nous contemplons et votre force, et votre sincère affection, et votre constance immuable […] Plus, en effet, les flots s’élèvent, plus les écueils cachés se multiplient, plus les vents se déchaînent, plus votre vigilance augmente. Ni la longueur de l’espace, ni l’intervalle du temps, ni les complications incessantes des événements ne vous peuvent lasser, pareil aux bons pilotes qui ne sont jamais plus en éveil que lorsque le naufrage est menaçant. Voilà ce qui me comble de gratitude. »
Cependant, sa renommée va grandissant. Devant l'afflux des visiteurs qui viennent à lui, en 407, il est condamné sur ordre impérial, à une relégation dans un lieu désert aux confins de l'empire, à Pithyos, sur la mer Noire. Il est forcé de faire à pied de longues marches sous l’ardeur du soleil. 
Affaibli par la maladie, Jean meurt le 14 septembre 407 au cours du voyage près de Comana dans le Pont. Ses dernières paroles furent sa doxologie coutumière : « Gloire à Dieu pour tout. Amen » (« Δόξα τῷ Θεῷ πάντων ἕνεκεν. Ἀμήν / Doxa to Theô pantôn eneken. Amen »).

## Reliques
En 438, l'empereur Théodose II fait rapatrier les restes de Jean à Constantinople ; ils sont triomphalement déposés dans l'église des Saints-Apôtres. Cette translation est commémorée dans l'Église orthodoxe le 27 janvier. Emportées d'abord à Venise par les croisés de la quatrième croisade (1204), puis transférées à Rome, où elles ont été vénérées durant près de 800 ans sous l'autel d'une chapelle dans la basilique Saint-Pierre de Rome à la Cité du Vatican, elles ont finalement été restituées le 27 novembre 2004 par le pape Jean-Paul II au patriarche œcuménique Bartholomée Ier, en signe de réconciliation entre catholiques et orthodoxes, et sont depuis lors conservées et vénérées à l'église Saint-Georges du Phanar à Istanbul.

## Jean Chrysostome et l'Église orthodoxe

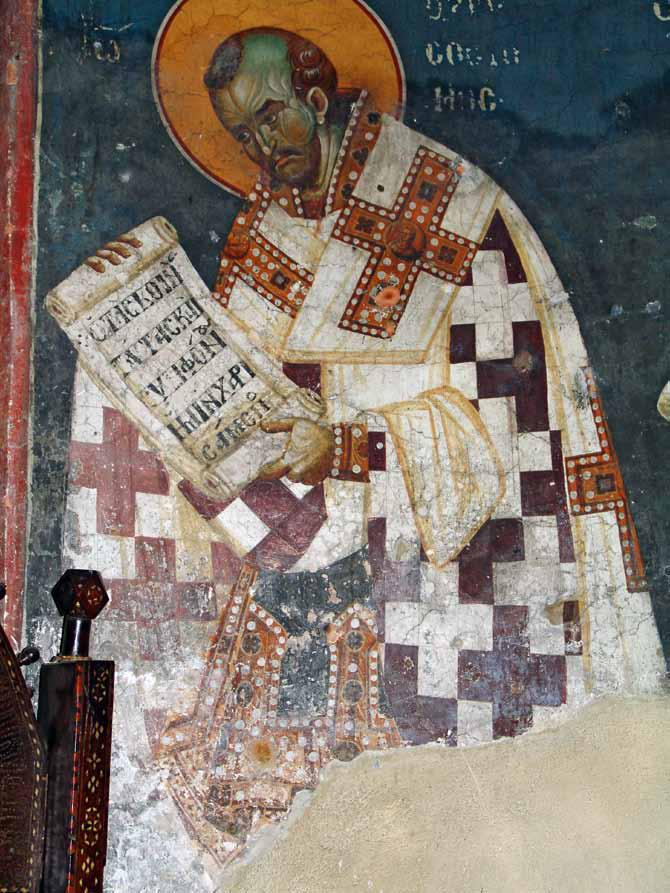
Fresque de Saint Jean Chrysostome, sanctuaire de l'église de la Théotokos Peribleptos à Ohrid, Macédoine du Nord.

Déposé, exilé de son vivant par l'autorité politique, Jean Chrysostome est un des saints les plus marquants de l'Église orthodoxe. Sa mémoire est célébrée trois jours dans l'année : le 13 novembre pour sa fête, le 27 janvier pour la translation de ses reliques et le 30 janvier pour la fête des « Trois saints Hiérarques ».

### Sur le plan liturgique
L'Église orthodoxe utilise actuellement trois liturgies eucharistiques : celle de saint Basile (utilisée une dizaine de fois dans l'année, particulièrement durant le Grand Carême et pour la Saint-Basile), la liturgie des saints dons présanctifiés (en semaine, durant le Grand Carême), et la liturgie de saint Jean Chrysostome, utilisée tout le reste de l'année. Quelques églises locales utilisent encore aussi la liturgie de saint Jacques.

### Sur le plan théologique
Si l'Église orthodoxe se définit souvent comme l'Église des Pères, soulignant la continuité dans la transmission de la foi, elle désigne sous le vocable des « Trois saints Hiérarques » trois Pères qui, chacun sous un aspect particulier, ont particulièrement compté au IVe siècle : Grégoire de Nazianze, Basile de Césarée et Jean Chrysostome. Cette réunion de saints si différents les uns des autres par certains aspects, a pour but de montrer que l'unité de l'Église se fait dans la foi unique, et non dans l'uniformité.

## Doctrine morale et théologique
Jean Chrysostome a développé une philosophie chrétienne qui propose un idéal de perfection. Cette perfection consiste dans la coïncidence entre orthodoxie et orthopraxie. C’est un leitmotiv de sa prédication depuis le début de sa vie pastorale jusqu’à son exil : il définit en effet la vertu (en grec ancien : ἀρετή) comme « l’exactitude des croyances vraies » (ἡ τῶν ἀληθῶν δογμάτων ἀκρίβεια) et « la droiture de la vie » (ἡ κατὰ τὸν βίον ὀρθότης). Aux temps apostoliques, c’est Antioche qui, par la charité exemplaire de ses habitants et la fermeté de leur foi chrétienne face aux hérésies, donna un modèle de cette perfection et de cette pureté doctrinale.

### Éthique et sotériologie
Jean Chrysostome n’est pas un moraliste pur ; son éthique, fondée sur l’action de Dieu, est constamment mise en relation avec la sotériologie : c’est dire que ses exhortations à la charité, à la miséricorde, à la philanthropie sont au cœur de sa théologie, en relation avec ses idées sur les croyants comme corps du Christ et sur l’économie du salut. Ainsi, dans ses homélies, Jean Chrysostome entrecroise en permanence deux thèmes : la gloire de Dieu et l'amour du prochain. S'il prêche sur le « sacrement de l'autel » (l'eucharistie), c'est pour continuer sur le « sacrement du frère » (l'expression est de lui), et sur la responsabilité des riches en faveur des plus pauvres pour assurer leur propre salut. Il met dans la bouche du Christ ces paroles : « J’ai jeûné à cause de toi, j’ai encore faim à cause de toi ; j’ai eu soif sur la croix, j’ai encore soif dans la personne des pauvres afin que par tous ces motifs je puisse t’attirer à moi et te rendre humain pour ton propre salut »,. S'il parle du Christ ressuscitant, c'est pour souligner qu'il ressuscite « nu », et qu'à son exemple, il n'est nul besoin d'être enterré dans de luxueuses étoffes, mieux vaut les vendre pour soutenir les miséreux et se délivrer ainsi de l’amour-propre et de la vanité. Fidèle à ces lignes de conduite, il emploie l'argent reçu des dons ou même de la vente de trésors de l’Église à la restauration ou à la fondation d'hospices pour les malades ou les personnes sans ressources. Au service de son peuple, l’évêque se veut ambassadeur des pauvres, donnant l’exemple de la charité pastorale, sur le modèle de saint Pierre, que Chrysostome appelle « le coryphée du chœur des apôtres, le fondement de l’Église. » Lui-même recevra plus tard le titre de « Jean l’aumônier ».

### Le critère de l’intention
Pour Jean Chrysostome, les passions sont sources de division et d’asservissement ; il conjure donc les chrétiens de « résister à leur entraînement, et au lieu de s’imposer volontairement cette amère servitude, de les combattre avec
courage et de fortifier leur esprit par la crainte du Seigneur,. »
Il consacre à l’orgueil le traité intitulé Sur la vaine gloire et l’éducation des enfants. Ce péché par excellence affecte les Pharisiens et menace même les prêtres. Jean s’indigne de l’attitude ostentatoire de certains fidèles : le riche fait l’aumône pour être remarqué, et d’autres vont à l’église pour faire étalage de leurs toilettes. À la vantardise, l’orgueil et la témérité du Pharisien s’oppose la disposition intérieure du Publicain ou du Bon Larron qui, dans un élan de foi humble, ont été sauvés, car « c’est la beauté intérieure que Dieu cherche. » Pour Jean Chrysostome, cette disposition intérieure ou intention (en grec ancien : προαίρεσις / proaïresis) prime sur les circonstances extérieures et sur la réalité des bonnes œuvres accomplies par le chrétien. Ce critère de l’intention s’applique à tout comportement et tout état : le mariage est présenté comme un état ambigu, il peut éviter la débauche, mais devenir aussi une source de perdition « à cause de l’intention de ceux qui s’en servent pour mal agir » ; de même le tribunal offre la sérénité d’un port si les juges tranchent en toute équité, mais devient un écueil si ces magistrats jugent en haine des accusés. Seule cette disposition intérieure offre une juste appréciation de la réalité.
Parmi les passions, Jean Chrysostome étudie également la colère qu’il assimile à la violence du feu ou de la tempête pour ses effets pernicieux. Mais s’il la condamne, il observe aussi que nous pouvons la maîtriser puisque nous ne nous y abandonnons pas en face de personnages que nous redoutons. Il apporte même des restrictions à cette condamnation en commentant le psaume 4 : « Le prophète David ne proscrit pas l’emportement, car il peut nous servir contre ceux qui s’adonnent à l’injustice et la négligence ; il n’en a qu’à la colère injuste et à l’emportement déraisonnable. » Cette passion se révèle même parfois utile « si nous savons nous en servir avec l’opportunisme convenable ; elle est opportune quand nous ne cherchons pas à nous venger mais à réprimer les rebelles et à convertir les indolents », et Jean cite, entre autres, la colère de Paul contre les Corinthiens et contre Élymas, ou la colère de Pierre contre Ananie et Saphire.

### Les vertus
Abandonné à sa propre faiblesse, l’homme est exposé à la chute, comme l’a été Pierre au moment de son reniement. Mais par l’effet d’un repentir sincère, il apprend à connaître les limites humaines et acquiert alors les vertus d’humilité, de modestie et de miséricorde qui préservent de l’orgueil. C’est pourquoi Jean Chrysostome propose le repentir de saint Pierre en modèle à tous les chrétiens. Parmi les thèmes majeurs de sa prédication, Jean souligne aussi l’importance de l’aumône et de la charité, ainsi que l’espérance du salut comme il le montre à travers l’évocation de la bienheureuse Pélagie d'Antioche.
Comme beaucoup de pères de l'Église, Jean Chrysostome traite aussi le problème de la chasteté (en grec ancien : παρθενία / parthenia), notion qui occupe une place importante dans ses œuvres. Homme de son temps, il voit la chasteté méprisée par le monde païen. Dans son Homélie sur la chasteté, il propose comme héros de la pureté et de la maîtrise des sens les personnages de Joseph l’Égyptien, fils de Jacob, résistant à la séduction de la femme de Putiphar, Suzanne et les vieillards, et Job pour son abstinence sexuelle et sa fuite devant les occasions de pécher. À l’inverse, le roi David est puni pour avoir commis l’adultère avec Bethsabée. De façon générale, Jean Chrysostome conçoit la chasteté comme l’évitement de la concupiscence, elle est l’antidote de la convoitise et délivre de la servitude des plaisirs illicites. Nous sommes en effet, selon les mots de saint Paul, « les membres du Christ » et notre corps est « le temple de l’Esprit saint ». Cette chasteté concerne aussi le mariage où Jean veut voir un « monastère laïc » : à des époux chrétiens qui mènent une vie moralement irréprochable et adonnée à ses devoirs, il accorde le titre de « vierges ». C’est en effet la vie évangélique qui est l’essentiel de cette chasteté qu’il proclame vraie et admirable.

### Le sacerdoce céleste du Christ
Dans ses homélies sur l’Épître aux Hébreux, Jean Chrysostome affirme que le Christ est prêtre éternel de la nouvelle alliance, et qu’après sa glorification, il « siège au Ciel à la droite » du Père ; il convient d’écarter toute détermination spatiale de l’acception de ces mots. Ils signifient que le Christ est à égalité de dignité avec le Père. Quant au fait d’être « assis », cela ne peut pas caractériser la position d’un prêtre, qui exerce son sacerdoce debout. Si l’épître aux Hébreux mentionne le Christ comme « ministre du sanctuaire et intercesseur », c’est, dit Jean Chrysostome, par une condescendance — au sens grec de συγκατάβασις — de l’auteur de cette épître pour se mettre à notre portée ; Jean rejette donc toute idée d’offrande sacrificielle du Christ en majesté au ciel : le sacrifice de la croix ayant eu lieu dans sa perfection une fois pour toutes, n’a pas à être renouvelé. Et par « intercession céleste », il faut entendre l’intensité de l’amour du Christ pour nous qui peut désormais causer notre salut,.

## Œuvres
Jean Chrysostome a beaucoup prêché, beaucoup écrit. Si nombre d'œuvres, qui lui étaient autrefois faussement attribuées, ont été rendues à leur légitime auteur, le nombre de ses œuvres authentiques n'en reste pas moins considérable. On divise ses écrits dans le Clavis Patrum Græcorum (4305-5197) en plusieurs groupes, les numéros 4305-4620 recouvrant à peu près les écrits authentiques (dubia: 4333.5 et 8-9, 4336.2, 4356, 4366-4367, 4395-4399, 4417, 4445-4451, 4513-4554; spuria: 4322, 4333.7, 4343, 4350, 4354, 4408, 4500).

### Traités et Dialogues
Jean Chrysostome est l’auteur d’un traité de morale qui adopte le genre littéraire de l’éloge (ἐγκώμιον) intitulé Sur la virginité, et dont la rédaction pourrait remonter aux années de son diaconat, vers 382. Il repose sur l’exégèse de la Première épître aux Corinthiens, chapitre VII de saint Paul. L’éloge de la virginité semble concerner les femmes ayant fait vœu de célibat consacré. L’ouvrage a sans doute été destiné sous forme d’homélie à des cercles féminins ascétiques d’Antioche. On y trouve l’écho des débats contemporains sur le bien-fondé de la vocation monachique. Le traité met en garde contre les déviations de la foi et contre la condamnation du mariage qui peuvent entraîner de fausses vocations, des ruptures de vœux ou au contraire un ascétisme déraisonnable : Jean Chrysostome vise sans doute sur ce point l’hérésie encratiste. Le sens ultime du traité répond à la destinée eschatologique de l’homme ; la vie ascétique et virginale a pour but de retrouver une nature angélique (ἀγγελική πολιτεία).
Le dialogue entre Basile et Jean Chrysostome intitulé Sur le sacerdoce est un hymne à la grandeur du sacerdoce chrétien et un appel à la dignité de son exercice. Qu’il s’agisse du diacre, du prêtre ou de l’évêque — Jean parle indifféremment de l’un ou de l’autre —, le sacerdoce est un : il tient toute sa réalité du Christ, et c’est du Christ qu’il revêt les hommes. Trois sortes de fonctions lui sont associées : l’évêque est le pasteur du troupeau, le chef des fidèles ; en second lieu, il est le ἱερεύς / hiereus, celui qui célèbre les saints mystères et l’Eucharistie, et à ce titre sa charge, appelée en grec ἱερωσύνη / hierosynè, a quelque chose de sacré comme l’étymologie du mot sacerdoce le signale aussi ; la table de l’autel où est offert le sacrifice de l’Eucharistie et la messe sont ainsi des réalités célestes ; enfin, en tant que gardien de la doctrine, dont il doit assurer la transmission, le prêtre instruit le peuple ; cette troisième charge c’est la διδασκαλία / didaskalía. La grâce de l’Esprit a conféré au prêtre des pouvoirs véritablement célestes (ἐξουσία). Le prêtre a reçu l’ordination par l’imposition des mains, selon le rite en usage dès le premier siècle, et il ne saurait être question pour les femmes de ministère sacerdotal : Jean Chrysostome rappelle que la loi divine est formelle à ce sujet.

### Homélies et catéchèses
Jean Chrysostome a produit un vaste ensemble d’environ 900 homélies, au point que son nom se confond avec l’histoire même de la prédication patristique, nul autre orateur ne le surpassant en habileté rhétorique, en éloquence et en vigueur dans le plaidoyer pour la justice sociale, son thème favori durant toute sa carrière de prédicateur. Ses homélies comportent parfois des invectives à côté desquelles pâlissent les plus violentes diatribes de Cicéron contre Antoine. À Antioche, Jean prêchait habituellement debout au milieu de l’église la plus ancienne, appelée la Palaia, au milieu d’une foule compacte qui se pressait autour de lui et réagissait au sermon comme à un spectacle, avec des applaudissements ou des exclamations, comportement jugé inconvenant par l’orateur. 
Les homélies de saint Jean Chrysostome qui nous ont été transmises soulèvent bien des problèmes, compte tenu de probables interventions étrangères de la part de collectionneurs ou même de faussaires. On sait aussi par Eusèbe et Possidius que des tachygraphes prenaient en notes ces homélies en y intégrant des remarques sans rapport avec la théologie. Dans le meilleur des cas, les homélies étaient dictées, prononcées et relues par les soins de saint Jean Chrysostome.

#### Style et méthode
Les prédicateurs du IVe siècle, comme Ambroise, Augustin d'Hippone, Jérôme de Stridon et Jean Chrysostome lui-même ont prôné l’emploi d’un style accessible au plus grand nombre. Ses homélies authentiques sont en effet marquées par la pureté d’un style limpide, l’élégance et la profondeur, mais aussi par sa méthode d’exégèse et ses procédés oratoires. Cette méthode, définie par Jean Chrysostome lui-même comme la pédagogie du Christ à l’égard de la Samaritaine, consiste à partir toujours des réalités temporelles pour faire comprendre les réalités spirituelles ; cet effort du prédicateur qui descend pour se mettre à la portée de son auditoire et le conduire du bas vers le haut, a été traduit par condescendance (en grec ancien : συγκατάβασις / syngatábasis) par Bertrand de Margerie. Cette συγκατάβασις imite l’adaptation de Dieu aux capacités limitées de l’être humain, selon la définition même de saint Jean Chrysostome : 

« Qu’est-ce donc que la συγκατάβασις ? Elle a lieu lorsque Dieu n’apparaît pas tel qu’il est, mais lorsqu’il se montre tel qu’est capable de le voir celui qui le contemple, mesurant sa manifestation à la faiblesse de la vue de ses contemplateurs. »

 Ainsi Jean adapte-t-il constamment son exégèse à la situation immédiate et concrète ainsi qu’à son auditoire, à l’imitation du Dieu de la Genèse, du Christ et de saint Paul. Il use de questions rhétoriques comme pour inciter au dialogue. Il « préfère, dit-il, la correction des coupables à la noblesse des expressions ». Et pour cet avancement spirituel des âmes dont il a la charge, il mêle les supplications les plus ardentes aux reproches les plus sévères, sans craindre le blâme ou la désertion de l’auditoire. Au raisonnement conceptuel, inadapté à certaines réalités théologiques, il préfère le caractère poétique du langage, ce qui lui permet de tenir ensemble des vérités apparemment inconciliables selon la logique humaine.
 Parmi ses procédés stylistiques, il emploie en particulier les exempla (en grec : ὑποδείγματα) ou les comparaisons (συγκρίσεις) tirés de l’histoire impériale récente en vue de mieux persuader son auditoire en suscitant chez lui de l’indignation ou des sensations fortes. Il arrive que ces exempla suggèrent, par une allusion cachée, la critique d’une personne réelle, par exemple l’empereur Constantin Ier ou l’impératrice Eusébie : à travers ces histoires scandaleuses de la vie du palais pleine d’intrigues et de meurtres, Jean Chrysostome se livrait à une critique subversive des aberrations du pouvoir temporel à Constantinople ; elle devait à la longue se retourner contre son auteur.

#### Sujets des homélies
Une seule homélie est consacrée à la fête de l’Épiphanie, elle suit celle de Noël prononcée à Antioche en 385 pour justifier la légitimité de la fête de Noël, inconnue jusque-là en Orient. Jean Chrysostome explique qu’il y a deux épiphanies, la manifestation du Christ à la foule au moment de son baptême dans le Jourdain et le deuxième avènement du Christ, qui est à venir. Développant le sens de la parole de Paul sur « la grâce salutaire et éducatrice », il montre que « le salut n’est pas le fruit de notre vertu, mais que tous nous avons été sauvés par la grâce divine, […] par le Fils monogène, par la Croix, par le bain de la régénération. »
 À Antioche, dans les années 390, l’illustre prédicateur compose 90 homélies sur l’évangile de Matthieu : il donne de chaque séquence une exégèse aussi rigoureuse que possible et dégage de ces analyses des valeurs morales qu’il engage à pratiquer. Parmi elles, l’homélie 56 in Matthaeum offre l’un des plus anciens et des plus importants commentaires qui ait été conservé sur la Transfiguration. Chaque péricope est analysée non de manière isolée, mais « selon la signification qu’elle reçoit de sa position et de sa fonction dans la trame du récit évangélique tout entier. » La fin de cette homélie est consacrée à la condamnation de l’appât du gain et en particulier de l’usure.
Jean Chrysostome est l’auteur de plusieurs homélies Sur la Providence, notion qui donne toute sa cohérence au plan divin qui mène l’homme, depuis les commencements jusqu’aux fins dernières. Il est également l’auteur de la remarquable homélie catéchétique lue à la fin des matines du dimanche de Pâques dans les églises orthodoxes d’Orient. C’est durant cette période de Pâques que prenait place l’initiation chrétienne des néophytes ; dans sa catéchèse sur les nombreuses grâces du baptême, Jean Chrysostome présente le catéchumène une fois baptisé comme un enfant et un ami de Dieu, un citoyen du Royaume qui porte la robe royale, comme un temple et un instrument de l’Esprit. Il entre dans une vie nouvelle, dignité dont il faut prendre conscience et chercher à amasser des trésors dans le ciel ; la catéchèse baptismale de Jean Chrysostome débouche ainsi sur les applications pratiques de la morale chrétienne : prière et culte, charité et aumône, jeûne, travail des mains.
À la fin de l’année 386, il inaugure la série des huit homélies Adversus Judaeos dans lesquelles il met en garde ses auditeurs contre les pièges de la synagogue, assimilée au théâtre avec tout ce qu’un tel lieu suppose de déportements et d’impiété : « La synagogue est un mauvais lieu où afflue tout ce qu'il y a de plus dépravé ; c’est un rendez-vous pour les prostituées et pour les efféminés. C’est que la synagogue ne vaut pas mieux que le théâtre, j’en prends à témoin le Prophète. Que dit le Prophète ? Les démons habitent et les âmes mêmes des juifs et les lieux dans lesquels ils se rassemblent. »
En moraliste et comme pasteur d’âmes, Jean Chrysostome eut toujours à cœur de soustraire la population à ce qu'il considérait comme la corruption qui s’affichait dans Antioche comme à Constantinople ; il souhaitait la tenir à l’écart « des vanités du cirque et du théâtre qui cherchaient à prendre possession des sens pour captiver le cœur. » Les spectacles, et en particulier la pantomime, sont alors considérés comme une apostasie et un retour aux idoles. Les riches monuments qui ornaient l’Hippodrome de Constantinople rappelaient en effet le paganisme : « C’est la persistance de ce symbolisme païen, bien plus encore que la frivolité de ces amusements, qui valut aux théâtres et aux cirques de l’empire, depuis le De Spectaculis de Tertullien, tant de diatribes des pères de l’Église », écrit Alfred Rambaud,. Parmi les nombreuses homélies constantinopolitaines de Jean Chrysostome, l’une des plus célèbres est l’Homélie contre les spectacles, prononcée le 3 juillet 399. La veille de ce jour, une course de chars fut ensanglantée par un accident qui causa la mort d’un jeune homme qui fut écrasé. L’homélie stigmatise violemment les spectacles scéniques et ces courses de chars à l’hippodrome, auxquelles saint Jean Chrysostome reproche de profaner le vendredi, jour consacré au souvenir de la Croix, jour de jeûne et de prière. À la prodigieuse dissipation de temps, de main-d'œuvre et d’argent qu’entraînent le théâtre licencieux et la profession infâme de comédien ou d’histrion — qui recevaient distinctions et largesses —, Jean Chrysostome ajoute le reproche d’impudicité, poison qui détruit la chasteté, déshonore la nature et perd les âmes,. Les diatribes de Jean Chrysostome contre le théâtre licencieux, agent de corruption et de déchristianisation, ont fini par être entendues : Arcadius fut obligé de sévir. En août 399, il publia une loi interdisant le dimanche les jeux du cirque et du théâtre. Contrairement à Bossuet qui condamnera le théâtre sans distinction, saint Jean Chrysostome ne tombe pas dans cet excès : « Je ne vais pas si loin ; qu’il subsiste, pourvu que vous n’y alliez pas, ce sera plus beau que de le détruire », écrit-il,.

### Lettres d’exil
238 lettres de Jean Chrysostome, écrites entre 404 et sa mort en 407, nous ont été conservées et sont considérées comme authentiques ; 17 sont adressées à sainte Olympias, cette grande dame devenue diaconesse de l’Église de Constantinople, et 221 à divers correspondants. Jean tenait un compte soigneux de ses lettres, sans pour autant songer à leur publication. Cette correspondance d’exil apporte un émouvant témoignage humain sur la vie de Jean à cette époque : ses relations avec ses amis se distendent en raison des « difficultés croissantes à trouver des messagers à partir de 405 quand les brigands isauriens se font menaçants autour de Cucuse » ; les dangers sont extrêmes, et dans la lettre XV écrite d’Arabisse, en 406, Jean avertit Olympias de « n’envoyer personne dans ce pays ; autrement celui que vous enverriez courrait risque d’être égorgé. »

### Liturgie
Même si elle n'est pas directement de saint Jean Chrysostome, la liturgie habituelle de l'Église orthodoxe porte son nom.

## Postérité

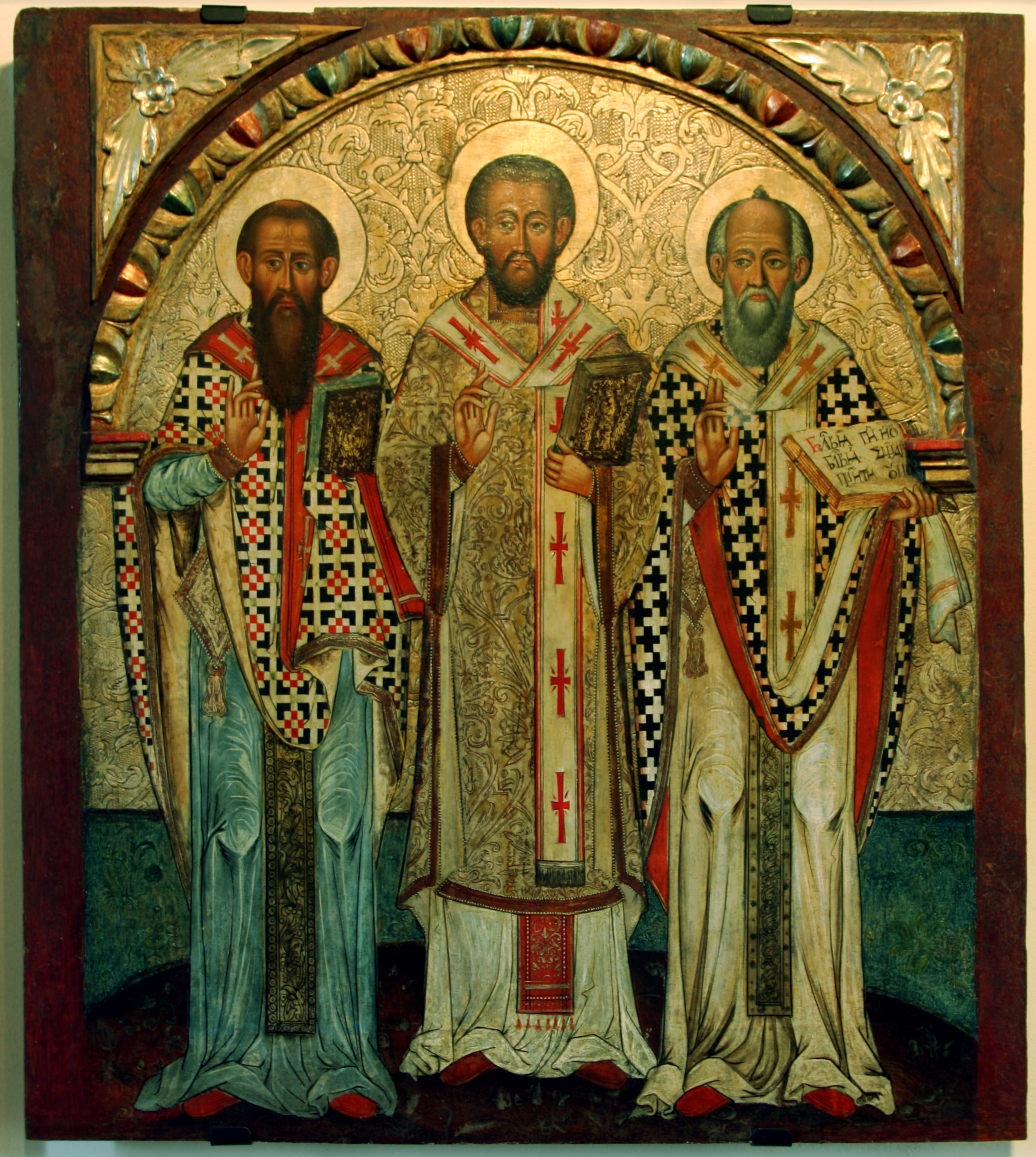
Les Trois Hiérarques : saint Basile de Césarée, saint Jean Chrysostome, saint Grégoire de Nazianze. Icône du XVII, Lipie, musée historique de Sanok, Pologne.

Reconnu officiellement comme docteur de l’Église au concile de Chalcédoine en 451, saint Jean Chrysostome gagne en importance au fil des siècles pour apparaître comme modèle d’exégète et de prédicateur, autorité presqu’absolue en matière de foi jusqu’à être qualifié de « vraie bouche d’or de l’Esprit saint. » Son souvenir vit dans les arts aussi bien que dans la culture : 
Albrecht Dürer, vers 1497, avec La Pénitence de saint Chrysostome, et Lucas Cranach l'Ancien en 1509, avec La Pénitence de saint Jean Chrysostome, deux gravures sur cuivre, ont représenté l'épisode de sa vie où il fait pénitence dans le désert.
Stevan Stojanović Mokranjac, Sergueï Rachmaninov, Piotr Tchaïkovski, et Arvo Pärt (Litany) entre autres, ont mis en musique la liturgie de saint Jean Chrysostome. Ivan Rebroff débutait tous les récitals qu'il donnait dans des églises par un chant a cappella extrait de la liturgie de saint Jean Chrysostome.
Dans le film Le Rouge et le Noir (1954), Julien Sorel (joué par Gérard Philipe), séminariste, cite saint Jean Chrysostome.
Un quartier de la ville de Lévis (Québec) porte le nom de Saint-Jean-Chrysostome. Ce quartier compte plus de 21 000 habitants. En Russie, la ville de Zlatooust (161 000 habitants) est aussi baptisée en son honneur.
Dans Le Deuxième Sexe, Simone De Beauvoir attribue à Chrysostome la phrase suivante : « En toutes bêtes sauvages, il ne s'en trouve pas de plus nuisante que la femme » qui s'avère être apocryphe.
Dans le langage courant, un « saint Jean bouche d'or » est une personne qui s'exprime avec éloquence ou qui parle franchement et nettement. Son éloquence et la force oratoire de sa prédication invitant à mourir pour Dieu sont les raisons pour lesquelles le poète Georges Brassens l'a évoqué dans la chanson Mourir pour des idées.

## Éditions modernes

### Traités
- Consolation à Stagire (trad. Elisabeth Mathieu-Gauché), 2003 (thèse)
- Exhortations à Théodore.
- Sur le sacerdoce (Dialogue et homélie) (trad. A.-M. Malingrey), 1980 (présentation en ligne)
- Apologie de la vie monastique.
- Comparaison du solitaire et du roi.
- Traité de la componction.
- Traité des cohabitations illicites.
- La Virginité (trad. Bernard Grillet, préf. Herbert Musurillo, S.J.), 1966 (présentation en ligne).
- Traités contre les secondes noces.
- Traités polémiques.

### Homélies, sermons et discours
Sur l'Ancien Testament
- Sermons sur la Genèse (trad. du grec ancien par Laurence Brottier), Paris, CERF, coll. « Sources chrétiennes », octobre 1998, 410 p. (ISBN 2-204-05996-X, lire en ligne).
- Commentaire sur Job (trad. du grec ancien par Henri Sorlin), vol. 1, Paris, CERF, coll. « Sources chrétiennes », janvier 1998, 372 p. (ISBN 2-204-03007-4).
- Commentaire sur Job (trad. du grec ancien par Henri Sorlin), vol. 2, Paris, CERF, coll. « Sources chrétiennes », novembre 1988, 312 p. (ISBN 2-204-03050-3), chap. XV-XLII.
- (grc) Homélies sur Ozias (trad. du grec ancien par Jean Dumortier), Paris, CERF, coll. « Sources chrétiennes », janvier 1981, 256 p. (ISBN 2-204-01687-X).
- Commentaire sur Isaïe, Homélies sur Ozias, David, Anne, Synopse de l’Ancien Testament (trad. du grec ancien par Jean-Baptiste Jeannin), La Caverne du Pèlerin, avril 2021, 272 p. (lire en ligne)

Sur le Nouveau Testament
- Homélies sur l'évangile de saint Matthieu, traduction par M. Jeannin, Bar-Le-Duc, 1865[100],[101],[102].
- Commentaires sur les Actes des Apôtres, éditions Artège, 2013.
- Commentaire sur l’Évangile selon saint Jean : édition abrégée, établie et présentée par Jacques de Penthos (trad. du grec ancien), Perpignan, Artège, juin 2012, 499 p. (ISBN 978-2-36040-097-3).
- Homélies sur les épîtres de saint Paul : Lettres aux Corinthiens (préf. édition abrégée, établie et présentée par Jacques de Penthos), vol. 1, Paris, Éditions François-Xavier de Guibert, coll. « Religion », janvier 2009, 350 p. (ISBN 978-2-7554-0322-0).
- Homélies sur les épîtres de saint Paul : Lettre aux Romains, Lettre aux Éphésiens (trad. du grec ancien, préf. édition abrégée, établie et présentée par Jacques de Penthos), vol. 2, Paris, François-Xavier de Guibert, coll. « Religion », mars 2009, 286 p. (ISBN 978-2-7554-0327-5).
- Homélies sur les épîtres de saint Paul : Lettre aux Galates, Lettre aux Philippiens, Lettre aux Colossiens, Lettres aux Thessaloniciens (trad. du grec ancien, préf. édition abrégée, établie et présentée par Jacques de Penthos), vol. 3, Paris, François-Xavier de Guibert, coll. « Religion », mai 2009, 264 p. (ISBN 978-2-7554-0328-2).
- Homélies sur les épîtres de saint Paul : Lettres à Timothée, Lettre à Tite, Lettre à Philémon (trad. du grec ancien, préf. édition abrégée, établie et présentée par Jacques de Penthos), vol. 4, Paris, François-Xavier de Guibert, coll. « Religion », juin 2009, 274 p. (ISBN 978-2-7554-0329-9, lire en ligne).
- Commentaire sur les Actes des apôtres, Saint Jean Chrysostome (trad. du grec ancien, préf. édition abrégée, établie et présentée par Jacques de Penthos), Perpignan, Éditions Artège, 2013, 337 p. (ISBN 978-2360402106).

Sur Dieu
- Sur l'incompréhensibilité de Dieu : Homélies I-V (trad. Robert Flacelière, préf. Jean Daniélou), Paris, CERF, coll. « Sources chrétiennes », juin 2000, 366 p. (ISBN 2-204-06569-2).
- Sur la providence de Dieu (trad. du grec ancien par Anne-Marie Malingrey), Paris, CERF, coll. « Sources chrétiennes », mai 2000, 288 p. (ISBN 2-204-06525-0).

### Lettres
Un exemple particulier est la série des Lettres à Olympias : 
- Jean Chrysostome, Lettres à Olympias, Éditeur : Cerf, 1976, Collection : Sources chrétiennes  (ISBN 978-2204036122).
- Jean Chrysostome, Consolation, Lettres à Olympias, lettres choisies, traduites du grec, préfacées et annotées par Nicolas Waquet, Paris, Bayard Culture, coll. « Comètes », 2020, 150 p.  (ISBN 978-2-227-496767)

### Œuvres complètes de Jean Chrysostome
Œuvres complètes d'après toutes les éditions faites jusqu'à ce jour, texte grec et traduction française en regard par l'abbé J. Bareille, Paris : Librairie de Louis Vivès, 1865-1873 : 
- Tome I : « Exhortations ou Lettres à Théodore après sa chute - Contre les adversaires de la vie monastique - Parallèle entre un roi et un moine - Discours sur la componction - Exhortations à Stagirius l'ascète tourmenté par le démon - Des cohabitations suspectes - De la virginité »
- Tome II : « Homélie prononcée par saint Jean Chrysostome le jour qu'il fut ordonné prêtre - Homélies contre les Anoméens - Le Christ est Dieu - Discours contre les Juifs - Homélie sur l'anathème - Discours sur les calendes - Homélie sur Lazare »
- Tome III : « Homélies adressées au peuple d'Antioche à l'occasion des statues renversées - Deux catéchèses adressées au peuple d'Antioche - Homélies au peuple d'Antioche - Homélies sur la pénitence - Discours de saint Jean Chrysostome sur quelques fêtes de Notre Seigneur Jésus-Christ et des saints - Homélies sur le baptême du Sauveur et sur l'Épiphanie. - Homélies sur la trahison de Jésus »
- Tome IV : « Homélie sur le cimetière et sur la croix - Homélies sur la croix et sur le bon larron - Homélie sur la résurrection des morts - Homélie contre l'ivresse et sur la résurrection - Homélie sur l'Ascension de Notre-Seigneur - Homélies sur la Pentecôte - Éloge de saint Paul - Panégyrique de saint Mélèce - Panégyrique de saint Lucien - Discours sur saint Babylas - Panégyrique des saints martyrs Juventin et Maximin - Éloge de sainte Pélagie - Panégyrique de saint Ignace Théophore - Panégyrique de saint Eustathe - Panégyrique de saint Romain - Homélie sur les Macchabées - Panégyrique des saintes Bernicé et Prosdocé et de Domnine leur mère - Homélie sur les saints martyrs - Homélie sur la prédication - Homélie sur saint Julien - Homélie sur saint Barlaam - Homélie sur sainte Drosis - Homélie sur les martyrs égyptiens - Homélie sur saint Phocas - Homélie sur les saints martyrs - Homélie sur un tremblement de terre - Homélie sur la trahison de Judas - Homélie sur la mémoire de saint Bassus - Discours sur Pierre l'apôtre et sur le prophète Elie - Discours sur le bienheureux Abraham - Homélie sur sainte Thècle - Discours sur le destin et sur la Providence - Homélie sur la prière »
- Tome V : Notice en ligne : « Homélie sur la parabole du débiteur de dix mille talents - Homélie sur la Passion de Notre-Seigneur - Homélie sur la manière de vivre selon Dieu - Homélie sur le paralytique introduit par le toit - Homélies sur le commencement des Actes - Homélies sur les changements de noms - Homélie sur les tribulations - Homélie sur l'amour de Dieu - Homélie sur le souvenir des injures - Homélies Priscille et Aquilas - Homélies sur le mariage - Homélie sur les prophéties - Homélie sur les hérésies - Homélie sur l'aumône - Homélies sur l'esprit de foi - Homélie sur la folie de saint Paul - Homélie sur ces mots : Que le Christ soit annoncé - Homélie sur les veuves - Homélie sur Elie et la veuve - Homélie sur le bonheur de la vie future - Homélie contre les médisances et les malédictions - Homélie contre le désespoir - Homélie sur ces mots : Je lui résistai en face »
- Tome VI : Notice en ligne : « Homélies sur l'eunuque Eutrope - Homélie sur Saturnin et Aurélien - Homélies - Homélie prononcée par Jean avant son départ pour l'exil - Homélie prononcée par Jean après son retour d'exil - Homélie sur la Cananéenne - Discours : Qu'on ne saurait subir un tort que de soi-même - Discours : À ceux qui se scandalisent des adversités - Lettres de saint Jean Chrysostome au pape Innocent - Lettres de saint Jean Chrysostome - Lettres de saint Jean Chrysostome au moine Césaire - Éloge de Diodore de Tarse et fragment d'un autre éloge prononcé en faveur du même personnage - Homélie sur la fête de Pâques - Homélie sur l'Ascension de Notre-Seigneur »
- Tome VII : Notice en ligne « Homélies sur la Genèse »
- Tome VIII : « Homélies sur la Genèse (suite) - Discours sur la Genèse - Discours sur Anne - Homélie sur David et Saul - Explication des Psaumes »
- Tome IX : « Explication des Psaumes (suite) »
- Tome X : « Explication des Psaumes (suite) - Homélies sur l'homme devenu riche - Homélie sur la Grande semaine - Opuscule douteux - Commentaires sur le prophète Isaïe - Homélies sur Ozias - Homélie sur les maux de la vie - Homélie sur le libre arbitre - Homélie sur l'obscurité des prophéties - Commentaires sur le prophète Daniel - Homélie sur ces paroles : Le Fils ne fait rien de lui-même - Homélie sur Melchisédech - Homélie contre les jeux du cirque et les théâtres - Homélie sur les périls des derniers temps - Homélie sur la charité parfaite, sur la juste rétribution du mérite et sur la componction - Homélie sur la chasteté - Discours sur la mort et la résurrection - Homélie sur le législateur de l'Ancien et du Nouveau testament - Homélie sur ce texte : En vertu de quelle autorité faites-vous cela ? »
- Tome XI : « Résumé de l'Ancien Testament et du Nouveau Testament - Homélie sur la naissance du Christ - Discours de Séverien, évêque de Gabales, sur la création du monde - Homélie de Sévérien, évêque de Gabales, sur le serpent - Homélies sur saint Matthieu »
- Tome XII Notice en ligne : « Homélies sur saint Matthieu (suite) »
- Tome XIII : « Homélies sur saint Matthieu (suite) - Homélies sur l'Évangile de saint Jean »
- Tome XIV Notice en ligne : « Homélies sur saint Jean - Homélies sur les Actes des Apôtres »
- Tome XV : « Homélies sur les Actes des apôtres (suite) - Homélies sur l'Épître aux Romains »
- Tome XVI : « Homélies sur l'Épître aux Romains (suite) - Homélies sur les Épîtres aux Corinthiens »
- Tome XVII : « Homélies sur la première Épître aux Corinthiens - Homélies sur la seconde Épître aux Corinthiens »
- Tome XVIII : « Homélies sur la seconde Épître aux Corinthiens (suite) - Commentaire sur l'Épître aux Galates - Homélies sur l'Épître aux Éphésiens - Homélies sur l'Épître aux Philippiens »
- Tome XIX : « Homélies sur l'Épître aux Philippiens - Homélies sur l'Épître aux Colossiens - Homélies sur les deux Épîtres aux Thessaloniciens - Homélies sur les deux Épîtres à Timothée »
- Tome XX : « Homélies sur l'Épître à Tite - Homélies sur l'Épître à Philémon - Homélies sur l'Épître aux Hébreux - Dernières homélies »